# Ecsenius monoculus
Ecsenius monoculus är en fiskart som beskrevs av Springer, 1988. Ecsenius monoculus ingår i släktet Ecsenius och familjen Blenniidae. Inga underarter finns listade i Catalogue of Life.